# إشعاع جسيمي

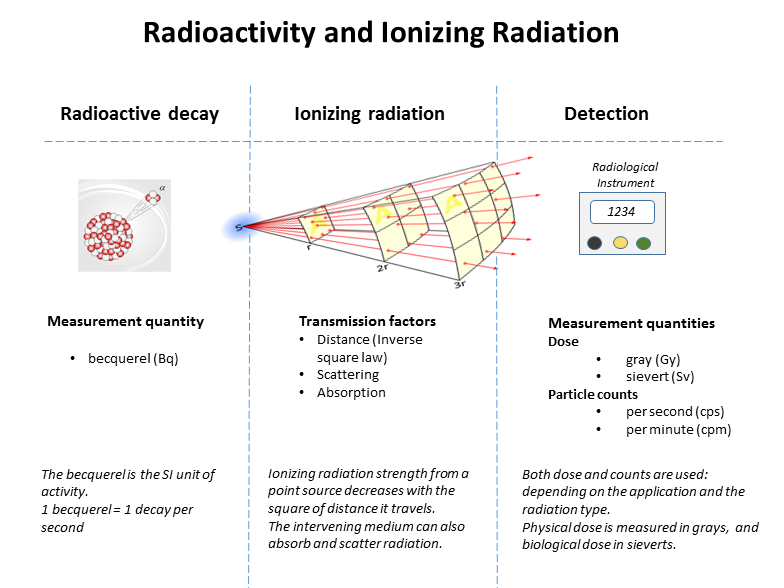
رسم توضيحي

الإشعاع الجسيمي هو نوع من إشعاع الطاقة بواسطة جسيمات دون ذرية سريعة التحرك. يشار إلى الإشعاع الجسيمي باسم الشعاع الجسيمي إذا تحركت الجسيمات في نفس الاتجاه، في كيفية مشابهة لشعاع الضوء.
طبقًا للخاصية المزدوجة للجسيمات، فإن جسيمات الإشعاع الجسيمي لها خصائص موجية. تظهر الجسيمات عالية الطاقة خواصًا جسمية أكثر، بينما تظهر الجسيمات منخفضة الطاقة خواصًا موجية أكثر.